# Nicolas Siret
Nicolas Siret, né à Troyes le 3 mars 1663 et décédé dans cette même ville le 22 juin 1754, est un compositeur, claveciniste et organiste français. Nicolas est membre d'une famille de musiciens et d'artistes sur quatre générations : Mille († 1653), Louis († 1704, son père), Marguerite († après 1666, la sœur de Louis) et Nicolas II († 1780, dernier fils de François, le dernier fils de Louis et neveu de Nicolas) le seul fixé à Nogent-sur-Seine, tous organistes, sauf Marguerite, comédienne.

## Biographie

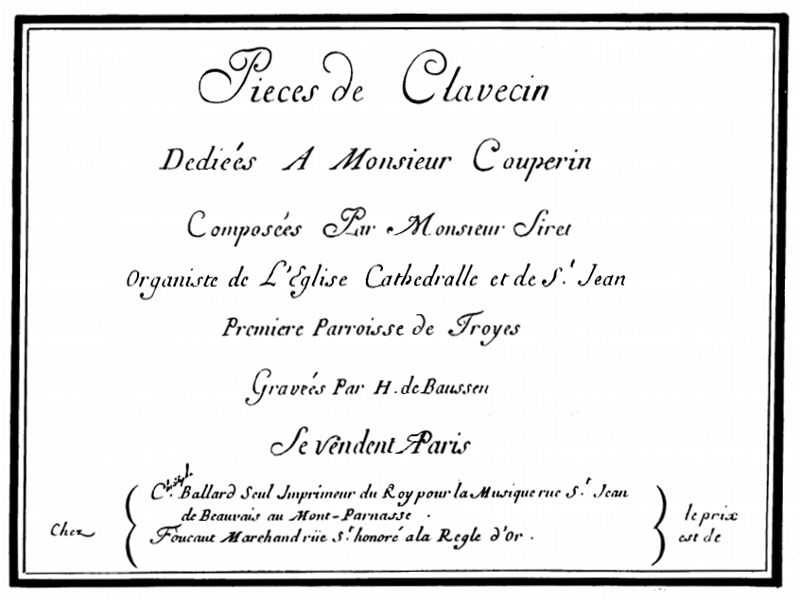
Page de titre du premier livre édité conjointement chez Ballard et Foucault.

Ami et admirateur de François Couperin, Nicolas Siret fut organiste de la cathédrale et de l'église Saint-Jean à Troyes, comme son père, Louis (16 avril 1632–14 octobre 1704) depuis 1653, et son grand-père, Mile (ou Mille, début XVIIe siècle–29 janvier 1653) depuis 1633.
Nicolas a pu résider à Paris pour ses études (entre 1685–90) et en tout cas il y venait assez fréquemment, notamment vers ses trente ans (1693). Sa tante Marguerite et son oncle Edme Raisin (un élève de Louis) mariés depuis 1745, s'établissent à Paris vers 1660, pour créer une troupe de comédiens. Leurs enfants sont de troupes prestigieuses, à l’hôtel de Bourgogne ou à la Comédie-Française. On imagine ses séjours facilités par ce milieu familial d'artistes. Il y a rencontré François Couperin, peut-être chez Jacques-Denis Thomelin, organiste du roi depuis 1678 et de l'église Saint-Jacques-la-Boucherie dès 1669 (poste repris par Couperin). Dans sa dédicace du premier livre, il dit en parlant de Couperin : « Je quitte tous les ans la Province pour venir icy vous admirer ».
Sa connaissance du milieu parisien et de la facture d'orgue, lui permet, une fois attaché à Troyes, de solliciter les facteurs parisiens pour les restaurations des différents instruments de la ville : orgues de la cathédrale en 1705, de l'église Sainte-Madeleine en 1711 ; en 1749, réception du nouvel orgue de Saint-Pantaléon du facteur troyen François Mangin, avec Jacques Cochu, facteur de Châlons. Enfin, Siret sollicite un devis de François Mangin pour la restauration de l'orgue de l'Église Saint-Jean en 1752, mais la mort du musicien ou les raisons économiques, ne permirent pas l'aboutissement du projet.
Il se marie à l'âge de 45 ans à Troyes, en 1708, avec une Troyenne, Jeanne Le Clerc. Mariage malheureux qui se termina au tribunal avec séparation de corps et de biens. Il se remarie après le décès de Jeanne, avec Marie-Françoise Bibelet, âgée de 30 ans, dont le père est huissier au Châtelet de Paris. Elle occupe le poste d'organiste à l'église Sainte-Madeleine de Troyes de 1712 jusqu'à sa mort en 1762. Herlin émet l'idée que Siret ne serait pas étranger à sa nomination. Les époux s'installent dans une maison mitoyenne du cimetière de l'église Sainte-Madeleine et eurent trois enfants.
En 1719, pour compléter ses revenus, outre les leçons de clavecin, il ajoute à ses charges celle de receveur des eaux et forêts de la maîtrise de Troyes.

## Œuvre
Nicolas Siret a laissé deux livres de suites de danses pour le clavecin, soit une cinquantaine de pièces réunies en cinq suites. Les deux recueils sont gravés à ses frais et publiés, le premier, paru sans date (mais pas avant 1705, et certainement avant 1709), et le second en 1719. Une seule pièce d'orgue subsiste en manuscrit (20 mesures) : Fugue du premier ton.
Il faut remarquer que pendant cette décennie 1710-1720, Siret semble le seul, avec Couperin, à publier des pièces pour le clavecin, à la différence de la décennie antérieure qui a vu la diffusion, coup sur coup, des livres de Dieupart (1701), Marchand (1702), Clérambault (1704), Le Roux (1705), Dandrieu (1705), Rameau (1706) et Jacquet de la Guerre (1707).
Sa musique peut rivaliser avec les émules de Couperin, notamment et particulièrement, avec François d'Agincourt.

### Livre I
Dans le premier livre qui comprend deux suites (ré majeur et ré mineur), les pièces initiales sont des ouvertures à la française dans la tradition de Lully, trait original en France pour les suites de clavecin, mais qui se rencontrait déjà dans l'œuvre de Charles Dieupart (1701), par exemple. Mais contrairement à Dieupart, dont l'œuvre se teinte d'italianismes, Siret se situe délibérément dans la tradition française qui privilégie les danses et leurs rythmes caractérisés, ce que souligne le titre de la première allemande du recueil, Le Bouquet, puisqu'au XVIIe siècle, présenter le bouquet, c'était inviter au bal.
Ce recueil est dédié à François Couperin, ce qui à l'époque est assez inhabituel (généralement les ouvrages sont dédicacés à un membre de la noblesse). Le volume de format oblong est gravé par Henry de Baussen qui avait gravé le troisième livre d'orgue de Nicolas Lebègue dès 1685 et d'autres jusqu'en 1716, dont cinq ouvrages de clavecin,.

### Livre II
Dans le second livre, formé de quatre suites (sol mineur, sol majeur, la mineur, la majeur), il est sans doute l'un des derniers à écrire un prélude non mesuré. Il introduit dans ses suites quelques pièces de genre qui rappellent son modèle, François Couperin. Dédié à Jacques-Bénigne Bossuet (neveu du célèbre Bossuet), nommé évêque à la cathédrale de Troyes l'année précédente, l'ouvrage est d'ailleurs gravé par l'artiste de Couperin, le graveur François du Plessy.

## Hommage
Une rue de Troyes, est nommée Nicolas Siret.

## Partitions

### Sources
- Les deux livres ont longtemps été conservés en un seul exemplaire : le premier à la Médiathèque de Troyes, le second à la BnF.
- En 1997, un exemplaire contenant les deux livres, et ayant appartenu à Jacques-Bénigne Bossuet, évêque de Troyes, est acquis par la BM de Troyes[13].Clavecin Stehlin de 1750. L'instrument est joué par Davitt Moroney dans son intégrale enregistrée en 1994.

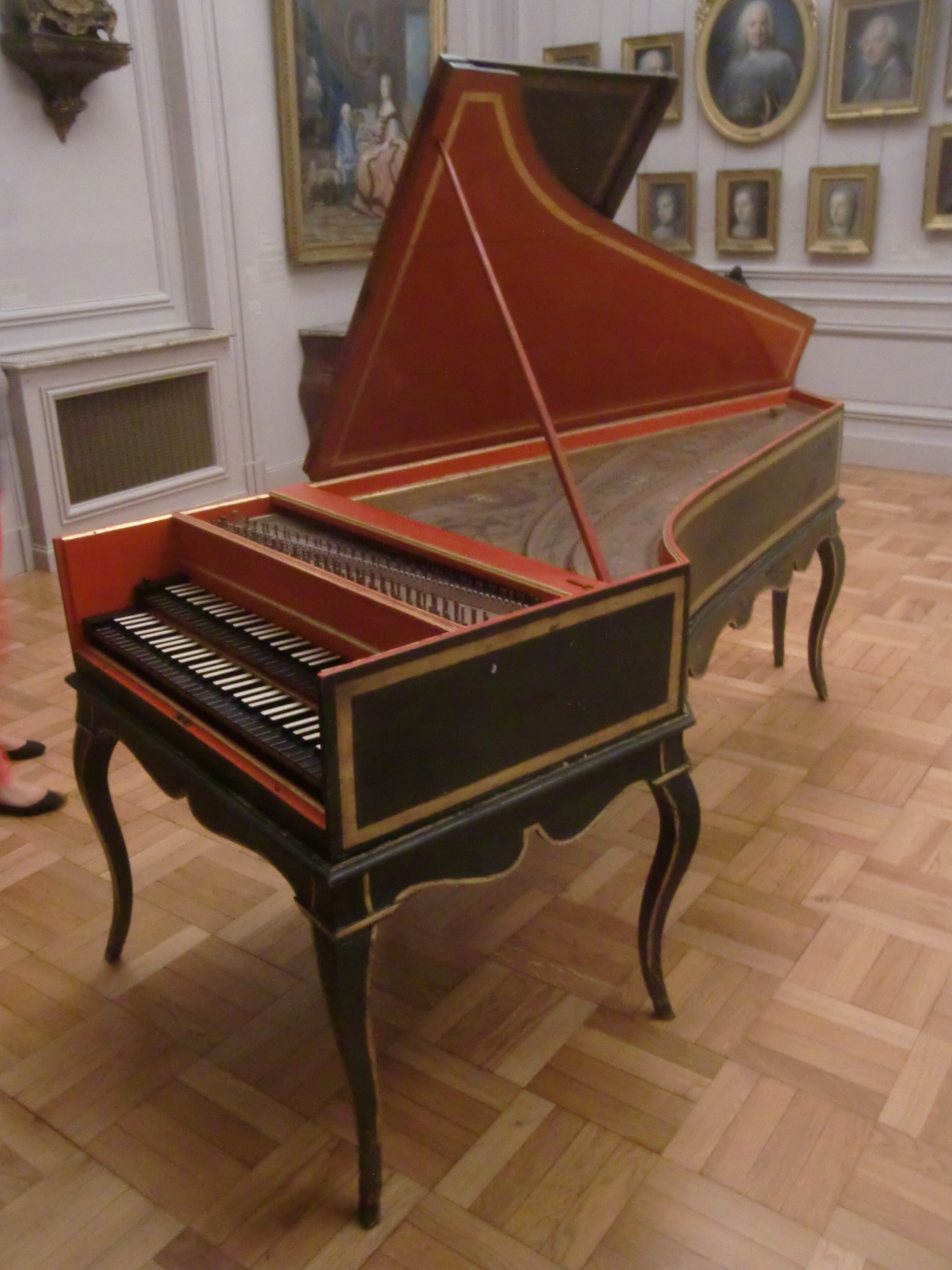
Clavecin Stehlin de 1750. L'instrument est joué par Davitt Moroney dans son intégrale enregistrée en 1994.

- Daté de vers 1690, et conservé à Troyes, le Ms. 2682[14] contient outre des anonymes, une compilation de pièces de Nivers, Lebègue, Boyvin, Raison, d'Anglebert et Siret. Il s'agit d'une copie réalisée par Claude Herluyson (1658–1736), prêtre et chanoine des cathédrales de Troyes et de Sens[15]. C'est ce manuscrit qui contient l'unique et courte pièce pour orgue, une fugue du premier ton, attribuée à « Mr. Siret » sans que soit indiqué le prénom. Selon le style, les musicologues, dont Denis Herlin, penchent pour Nicolas plutôt que Louis, le père.

### Édition moderne
- Nicolas Siret (préf. et éd. Denis Herlin, p. VII–XIX), Pièces dédiées à Monsieur Couperin et Second livre de pièces de clavecin, Paris, Société française de musicologie, coll. « Musica Gallica » (no 24), 2001, 87 p. (ISMN 979-0-56004-024-0, OCLC 52137244, BNF 39685210, présentation en ligne)

## Discographie
- Suite en sol mineur - William Christie (1971, LP « Inédits ORTF » 995.011)
- L'œuvre pour clavier (intégrale) - Davitt Moroney, clavecin Benoist Stehlin du Musée Antoine-Lécuyer de Saint-Quentin ; orgue Jean Boizard de l'abbaye de Saint-Michel en Thiérache (1994, Accord 205 332 MU 752)
- Suites pour clavecin du second livre - Davitt Moroney, clavecin et orgue (mai 1994, Accord 476 2542)